# Sinagoga de Lailashi
La sinagoga de Lailashi (en georgiano: ლაილაშის სინაგოგა) es una sinagoga ubicada en Lailashi, región de Racha-Lechjumi y Baja Esvanetia, Georgia.

## Historia
La sinagoga se construyó en la década de 1860. Actualmente la sinagoga ya no se usa y se está deteriorando. 